# پرهگزیلین
پرهگزیلین (انگلیسی: Perhexiline) نوعی داروی ضدآنژین است که به دلیل  عوارض جانبی در بسیاری از کشورها دیگر در دسترس نیست.